# Roger Houngbédji
Roger Houngbédji, né le 14 mai 1963 à Tchaada-Co-Anagodo au Bénin dans le diocèse de Porto-Novo , ordonné prêtre le 8 août 1992 par Mgr Nestor Assogba à la cathédrale Notre-Dame-de-Miséricorde est un prélat catholique béninois et évêque de l'Archidiocèse de Cotonou en 2016.

## Biographie

### Famille, formation et de vie chrétienne
Issue famille catholique dont la mère ménagère et  d’un père maître catéchiste et moniteur d’école et qui décède pendant  alors qu’il n’avait que 12 ans Roger Houngbédji fait ses études primaires à Cotonou (1970-1974) et Abomey (1974-1977). Il vit toute son initiation chrétienne par sa première communion et sa confirmation à la Cathédrale Notre-Dame des Miséricordes de Cotonou. Plusieurs fois doyen des séminaristes et de Père-Maître des frères étudiants, Il fait ses études secondaires au petit séminaire d’Adjatokpa et aux moyens séminaires de Djimè et de Parakou.
Il obtint son baccalauréat en 1984 avant d’entrer dans l’Ordre des prêcheurs (Dominicains) à Cotonou puis envoyé au noviciat à Kinshasa quelque temps après. De 1992 à 1994, il fait ses études de second cycle de théologie à l’Institut catholique de l’Afrique de l’Ouest à Abidjan en Côte d’Ivoire assorti d'une Licence en théologie, option théologie biblique doublé d’un doctorat en théologie biblique à l’issue de la soutenance d'un thèse le 3 novembre 2006 à l’Université de Fribourg en Suisse,.

## Principaux ministères

### Prêtre
Le 8 août 1992, il a été ordonné prêtre à la cathédrale Notre-Dame-de-Miséricorde de Cotonou par Mgr Nestor Assogba, à l'époque évêque de Parakou

### Évêque de l'Archidiocèse de Cotonou
Le samedi 25 juin 2016, il est nommé  archevêque de Cotonou, par le pape François et devient ainsi à l'âge de 53 ans  le deuxième évêque plus jeune du Bénin[réf. nécessaire].
le samedi 24 septembre 2016 la messe d’ordination épiscopale présidée par le Cardinal Théodore Adrien Sarr, archevêque émérite de Dakar a lieu au Palais de Congrès de Cotonou. Étaient présents deux co-consécrateurs dont respectivement Mgr Brian Undaigwe, Nonce apostolique près le Bénin et le Togo, et Mgr Antoine Ganyé, archevêque émérite de Cotonou, une vingtaine d’évêques, des centaines de prêtres et religieux et des milliers de fidèles et laïcs, venus de par le monde, ont participé à cet événement..
Le dimanche 25 septembre 2016, il est installé sur son siège épiscopal en la cathédrale Notre- Dame-de-Miséricorde de Cotonou par le nonce apostolique Mgr Brian Udaigwe au cours d’une messe d’intronisation où il s’est vu aussi porter le pallium pour le distinguer des évêques.

### Devise épiscopale
"Je me suis fait tout à tous, dans l’amour et la vérité "